# АЭС Ханул
АЭС Хануль (АЭС Ульчин) (кор. 한울 원자력 발전소 Хануль вонджарёк пальчонсо) — действующая атомная электростанция — одна из двух крупнейших атомных станций Южной Кореи вместе с АЭС Ханбит.
Станция расположена на востоке Южной Кореи на побережье Японского моря в уезде Ульчин провинции Кёнсан-Пукто.
Всего на АЭС Ханул расположены 2 действующих энергоблока типа CP1, четыре действующих типа OPR и два типа APR. Все их можно отнести к типу водо-водяных реакторов PWR. На текущий момент общая мощность АЭС Ханул составляет 8 561 МВт[уточнить], что позволяет ей считаться второй по мощности АЭС Южной Кореи и входить в топ-10 АЭС мира.
Первый энергоблок станции Ханул, тогда ещё Ульчин, был запущен в 1988 году. 4 мая 2012 года началось сооружение двух новых энергоблоков, получивших название Синульчин (Синханул или Шин-Ханул), на которых применяются реакторы типа APR-1400 мощностью по 1350 МВт каждый. Это южнокорейская доработка проекта Westinghouse. Строительство первого из этих блоков было завершено в сентябре 2022 года. В 2024 году завершилось строительство второго такого блока.
Название Хануль АЭС получила в мае 2013 года, до этого она носила название Ульчин. Хануль — восьмая по счету АЭС Южной Кореи, что позволяет стране занимать пятое место в мире по общему количеству реакторов.

## Информация об энергоблоках
| Энергоблок  | Тип реакторов   | Мощность | Мощность | Начало строительства | Физпуск    | Подключение к сети | Ввод в эксплуатацию | Закрытие |
| Энергоблок  | Тип реакторов   | Чистый   | Брутто   | Начало строительства | Физпуск    | Подключение к сети | Ввод в эксплуатацию | Закрытие |
| ----------- | --------------- | -------- | -------- | -------------------- | ---------- | ------------------ | ------------------- | -------- |
| Ханул-1     | PWR, France CPI | 966 МВт  | 1003 МВт | 26.01.1983           | 25.02.1988 | 07.04.1988         | 10.09.1988          | —        |
| Ханул-2     | PWR, France CPI | 967 МВт  | 1008 МВт | 05.07.1983           | 25.02.1989 | 14.04.1989         | 30.09.1989          | —        |
| Ханул-3     | PWR, OPR-1000   | 997 МВт  | 1050 МВт | 21.07.1993           | 21.12.1997 | 06.01.1998         | 11.08.1998          | —        |
| Ханул-4     | PWR, OPR-1000   | 999 МВт  | 1053 МВт | 01.11.1993           | 14.12.1998 | 28.12.1998         | 31.12.1999          | —        |
| Ханул-5     | PWR, OPR-1000   | 998 МВт  | 1051 МВт | 01.10.1999           | 28.11.2003 | 18.12.2003         | 29.07.2004          | —        |
| Ханул-6     | PWR, OPR-1000   | 997 МВт  | 1051 МВт | 29.09.2000           | 16.12.2004 | 07.01.2005         | 22.04.2005          | —        |
| Шин-Ханул-1 | PWR, APR-1400   | 1414 МВт | 1455 МВт | 10.07.2012           | 22.05.2022 | 09.06.2022         | 07.12.2022          | —        |
| Шин-Ханул-2 | PWR, APR-1400   | 1340 МВт | 1455 МВт | 19.06.2013           | 06.12.2023 | 21.12.2023         | 05.04.2024          | —        |
| Шин-Ханул-3 | PWR, APR-1400   | 1340 МВт | 1400 МВт | 20.05.2025           |            |                    |                     | —        |